# 坦克維爾 (伊利諾伊州)
坦克維爾（英語：Tankville）是位於美國伊利諾伊州亞歷山大縣的一個非建制地區。該地的面積和人口皆未知。

## 地理
坦克維爾的座標為37°07′37″N 89°23′01″W / 37.12694°N 89.38361°W，而該地的平均海拔高度為101米（即331英尺）。